# Clauzadea
Clauzadea Hafellner & Bellem. (klauzadea) – rodzaj grzybów z rodziny krążniczkowatych (Lecideaceae). Ze względu na współżycie z glonami zaliczany jest do grupy porostów. W Polsce występują dwa gatunki.

## Systematyka i nazewnictwo
Pozycja w klasyfikacji według Index Fungorum: Lecideaceae, Lecideales, Lecanoromycetidae, Lecanoromycetes, Pezizomycotina, Ascomycota, Fungi.
Takson ten utworzyli Josef Hafellner i André Bellemère w 1984 r.
Nazwa polska według opracowania W. Fałtynowicza.

## Gatunki
- Clauzadea chondrodes (A. Massal.) Clauzade & Cl. Roux 1985[3]
- Clauzadea immersa (Hoffm.) Hafellner & Bellem. 1984 – klauzadea pogrążona
- Clauzadea metzleri (Körb.) Clauzade & Cl. Roux ex D. Hawksw. 1992
- Clauzadea monticola (Ach.) Hafellner & Bellem. 1984 – klauzadea górska

Nazwy naukowe na podstawie Index Fungorum. Nazwy polskie według W. Fałtynowicza.